# サキシマスオウノキ属
サキシマスオウノキ属（Heritiera）は、アオイ科（クロンキスト体系ではアオギリ科）の属の一つである。

## 特徴

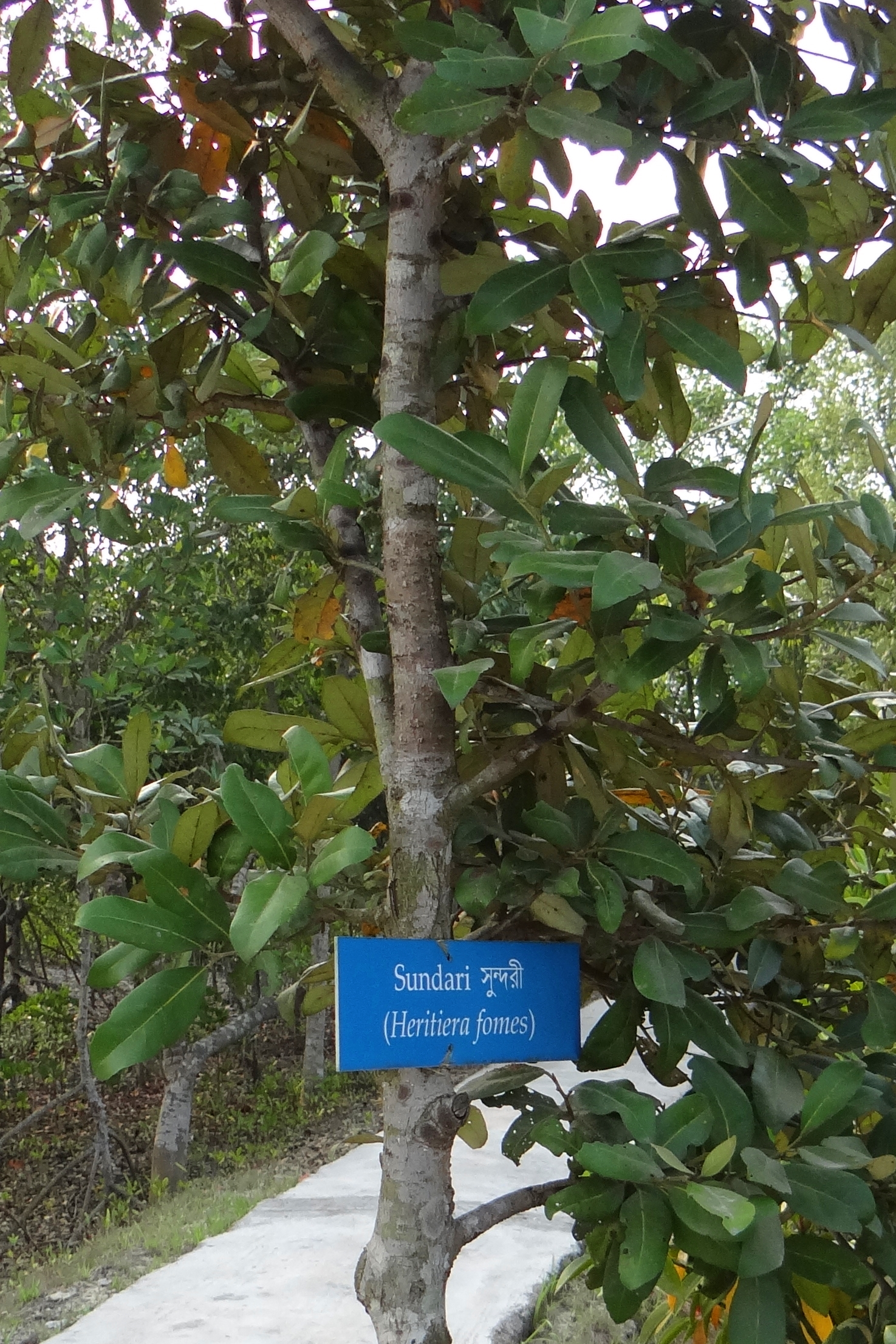
スンドリ

インド洋沿岸や南太平洋沿岸地域に見られるサキシマスオウノキ（Heritiera littoralis）や、主にバングラデシュからタイにかけての潮間帯の扇状地に生育し2008年に絶滅危惧種と評価されたスンドリ（ベンガル語: সুন্দরী; 学名: Heritiera fomes）、ボルネオ島のやはり潮間帯の扇状地に見え、2008年に絶滅危惧種と評価されたマルミノサキシマスオウノキ（Heritiera globosa）など、海岸近くの地域に見られる種が存在する。スンドリはインドからバングラデシュにかけてこの木が見られる地域スンダルバン/シュンドルボンの語源になったと考えられる。

## 種
40種が認められる。

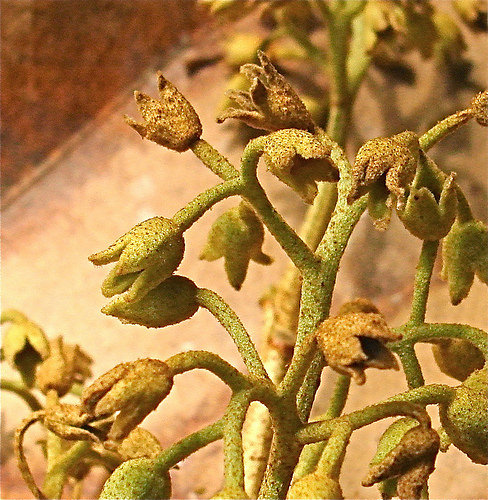
ナガエスオウノキ

- Heritiera actinophylla (F.M.Bailey) Kosterm.
- Heritiera albiflora (Ridl.) Kosterm.
- Heritiera angustata Pierre
- Heritiera arafurensis Kosterm.
- Heritiera aurea Kosterm.
- Heritiera borneensis (Merr.) Kosterm. - 参照: #利用
- Heritiera burmensis Kosterm.
- Heritiera catappa Kosterm.
- Heritiera cordata Kosterm.
- Heritiera densiflora (Pellegr.) Kosterm.（シノニム: Tarrietia densiflora (Pellegr.) Aubrév. & Normand）オグエ（Ogoue）[2]
- Heritiera dubia Wall. ex Kurz
- Heritiera elata Ridl.
- Heritiera fomes Banks[7] スンドリ（インド・バングラデシュ名: sundri[2]、ベンガル語: সুন্দরী）
- Heritiera gigantea Kosterm.
- Heritiera globosa Kosterm. マルミノサキシマスオウノキ[8]
- Heritiera impressinervia Kosterm.
- Heritiera javanica (Blume) Kosterm.（シノニム: H. cochinchinensis (Pierre) Kosterm.）パラピ（インドネシア名: palapi）、ドンチェム（クメール語: ដូនចែម don-chem）[2] - 参照: #利用
- Heritiera kanikensis Majumdar & L.K.Banerjee
- Heritiera kuenstleri (King[9]) Kosterm.
- Heritiera littoralis Aiton サキシマスオウノキ
- Heritiera longipetiolata Kaneh. ナガエスオウノキ[10][注 1]
- Heritiera macrophylla Wall. ex Kurz
- Heritiera macroptera Kosterm.
- Heritiera magnifica Kosterm.
- Heritiera montana Kosterm.
- Heritiera novoguineensis Kosterm.
- Heritiera ornithocephala Kosterm.
- Heritiera papilio Bedd. サダナング（タミル名: sadanangu）[2]
- Heritiera parvifolia Merr.
- Heritiera peralata (F.M.Bailey) Kosterm.
- Heritiera percoriacea Kosterm.
- Heritiera polyandra (L.S.Sm.) Kosterm.
- Heritiera pterospermoides Kosterm.
- Heritiera rumphii Kosterm.
- Heritiera simplicifolia (Mast.) Kosterm. メンクラン（マレー語: mengkulang (siku keluang)）- 参照: #利用
- Heritiera solomonensis Kosterm.
- Heritiera sumatrana (Miq.) Kosterm.
- Heritiera sylvatica S.Vidal（シノニム: Tarrietia sylvatica (S.Vidal) Merr.）ドゥングン（フィリピン名: dungon、マレー語: dungun）[2]
- Heritiera trifoliolata (F.Muell.) Kosterm.
- Heritiera utilis (Sprague) Sprague（シノニム: Tarrietia utilis (Sprague) Sprague）ニヤンゴン（アニ語: niangon）- 参照: #利用

## 利用

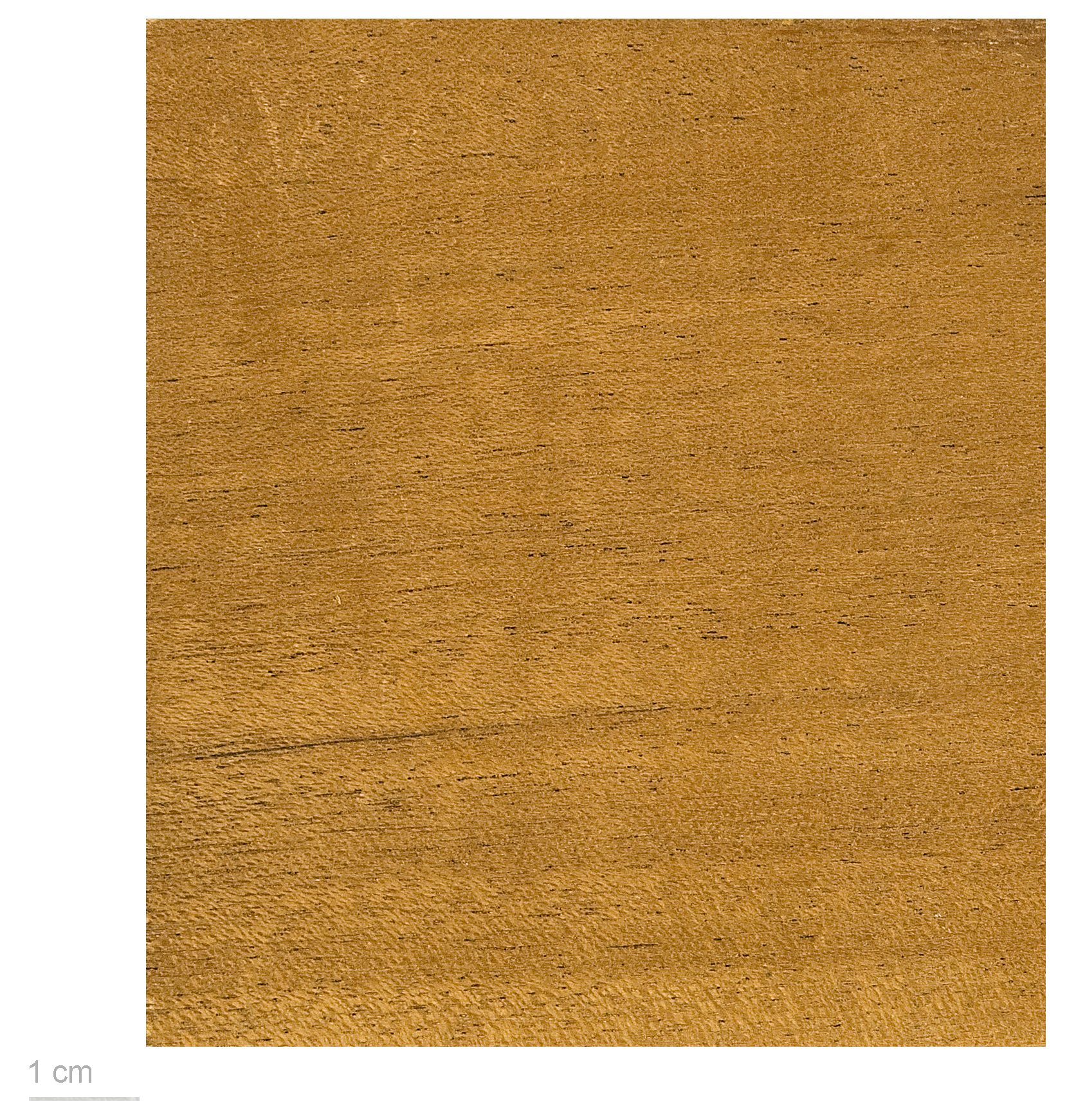
ニヤンゴン材

この属のいくつかの種からは有用な材が得られる。マレー群島区系産のメンクラン（後述）や西アフリカ産のニヤンゴン（コートジボワールのアニ語: niangon）などである。

### メンクラン
マレー群島区系産の Heritiera borneensis、パラピ（H. javanica; マレー語: mengkulang jari; フィリピン名: lumbayau、gisang; タイ名: chumpraek）、H. simplicifolia（インドネシア語: teraling; マレー語: mengkulang (siku keluang)、サバ州では kembang）の3種はまとめてメンクラン（マレー語: mengkulang）と呼ばれる。心材は帯桃中褐色から暗赤褐色で縦軸方向の切断面に黒い筋が現れることが多く、これに淡橙色の辺材が混ざり込んでいる。時に不規則な交錯木理で、柾目木取りの材面に幅の広い縞杢や、くっきり浮かぶ赤い斑をなす。肌目はやや粗だが均一である。気乾比重は樹種によって差はあるが平均は0.64-0.72で、乾燥は早く良好であるものの、樹種によってそりや表面割れを起こしやすい場合もある。緻密な木材で乾燥後は安定している。曲げ強さ、剛性、耐衝撃荷重性は中庸で圧縮強さは高いが、蒸し曲げに対する適性は非常に低い。加工性は良い方であるが、刃先、特に鋸の刃先をすぐに鈍磨させるという難点がある。釘打ちをする場合には下穴が必要となる。接着性は良好で、目止め剤を使用すれば美しい仕上がりが得られる。木材は腐朽しやすく、辺材はケブトヒラタキクイムシ（Minthea rugicollis）の害を受けやすい。心材を保存薬品処理することは難しいが、辺材に関してはそこまで困難でもない。原産地ではキャビネット、家具、車大工、車体内装、羽目板、敷居、枕木、ボートの肋材、厚板、住宅用フローリングに用いられる。ほかに扉、竜骨、つき板、曲木という用途も存在する。さらに一般建設資材、住宅建築、内装建具工事などにも使用される。メンクラン材はまたロータリーカットされて、原産国における住宅用合板製造に、あるいはスライスカットされて化粧単板にされる。